# Сергеев, Николай Иванович (футболист)
Николай Иванович Сергеев (9 декабря 1948, Брянск) — советский футболист, защитник, полузащитник; тренер, мастер спорта СССР (1968).

## Биография
Футболом начал заниматься в возрасте 12 лет в городе Брянске. Воспитанник ДЮСШ «Динамо» Брянск (тренер Иосиф Томашевич Мочанис). Карьеру игрока провёл в третьем (1966—1968, 1970—1974, 1979—1982), втором (1969) и первом (1975—1978) эшелонах советского футбола. Играл за команды «Динамо» Брянск (1966—1973), «Искра» Смоленск (1974), «Нистру» Кишинёв (1975—1978), «Целинник» Целиноград (1979—1982).
Дважды с «Динамо» выигрывал 1 зону РСФСР класса «Б». В полуфинальном турнире 1967 года команда заняла последнее место, в следующем году — 1 место в полуфинале и 4 в финале и вышла в класс «А», где провела один год.
На поле отличался высокой работоспособностью и игровым интеллектом.
С 1983 по 1986 и с 1988 по 1991 годы работал детским тренером в СДЮШОР «Нистру» Кишинёв. Лучшим воспитанником является Сергей Даду.
В 1987 второй тренер «Нистру» Кишинёв (главный тренер Владимир Александрович Емец). В 1991 был тренером и начальником команды «Динамо» Брянск, в 1992—1993 — главный тренер. С 1994 — детский тренер в ДЮСШ «Партизан» Брянск. В 1999 — тренер в клубе «Спартак-Пересвет» Брянск. С 2000 по 2016 год детский тренер в ДЮСШ «Партизан» Брянск, кроме того, тренировал различные команды принимавшие участие в первенстве Брянской области по футболу.